# Borovo (ort i Kroatien)
Borovo (serbiska: Борово) är en ort i Kroatien.   Den ligger i länet Srijem, i den östra delen av landet, 240 km öster om huvudstaden Zagreb. Borovo ligger 86 meter över havet och antalet invånare är 5 386.
Terrängen runt Borovo är mycket platt. Runt Borovo är det ganska tätbefolkat, med 72 invånare per kvadratkilometer. Närmaste större samhälle är Vukovar, 4,5 km sydost om Borovo. Trakten runt Borovo består till största delen av jordbruksmark.